# Dan Itō
Dan Itō (jap. 伊藤 壇 Itō Dan; ur. 3 listopada 1975) – japoński piłkarz występujący na pozycji pomocnika.